# ألفرد س. ريتشموند
ألفرد س. ريتشموند (بالإنجليزية: Alfred C. Richmond)‏ هو ضابط أمريكي، ولد في 18 يناير 1902 في واترلو في الولايات المتحدة، وتوفي في 15 مارس 1984 في كلاريمونت في الولايات المتحدة بسبب سرطان.